# Tempio monumentale ai caduti
Il Tempio monumentale ai caduti è un memoriale di guerra costruito a Modena, in memoria dei 7237 soldati modenesi caduti durante la prima guerra mondiale.
I nomi dei soldati caduti sono incisi in lettere dorate sulle pareti della cripta. La prima pietra fu posta l'8 dicembre 1923, in una cerimonia presieduta dal re Vittorio Emanuele III e da monsignor Natale Bruni, vescovo di Modena.
La chiesa, inaugurata il 3 novembre 1929, fu progettata da Domenico Barbanti e Achille Casanova. La decorazione della facciata fu però completata solo nel 1931 con bassorilievi incisi da Adamo e Rubens Pedrazzi. La lunetta della facciata sopra il portale è stata affrescata da Evaristo Cappelli, e raffigura la Resurrezione di Cristo e la Nazione che prende in braccio i soldati morti.
La pianta della chiesa è a croce greca, si eleva nella cupola del diametro di 15,8 metri con quattro torri ottagonali agli angoli. Il rosone in vetro colorato è stato disegnato dal milanese Guglielmo Da Re, mentre altri raffiguranti i quattro evangelisti sono di Benedetto Boccolari.
Alla cripta si accede tramite una scala centrale. Nella prima cappella a sinistra è sepolto l'arcivescovo Natale Bruni, un medaglione con il suo volto è stato completato da Giuseppe Graziosi. L'altare di destra è dedicato alla Madonna di Lourdes ed è stato realizzato dallo scultore fiorentino Vigni. L'altare maggiore presenta un ciborio in parte opera dei fratelli Pedrazzi. A sinistra dell'ingresso si trova il battistero, la statua in bronzo di San Giovanni Battista è stata scolpita dal Graziosi. A sinistra c'è una cappella dedicata ai caduti durante la conquista dell'Etiopia (1935–37). La Pietà in terracotta fu scolpita da Manfredini.